# Kojisäure
Kojisäure kommt in der Natur in den Mycelien verschiedener Pilze (Koji), besonders im Schimmelpilz Aspergillus oryzae, vor. Sie wurde 1907 erstmals isoliert.

## Gewinnung
Kojisäure wird durch Fermentation von glucosehaltigen Lösungen mit Aspergillus-Arten vor allem aus der Gruppe Aspergillus flavus/Aspergillus oryzae hergestellt.

## Eigenschaften
Kojisäure bildet mit einigen Schwermetallionen (Fe3+, Cu2+) farbige schwerlösliche Chelatkomplexe.

## Wirkung
Kojisäure wirkt entzündungshemmend und antibakteriell. Verwendet wird sie allerdings vor allem wegen ihrer Wirkung als Tyrosinasehemmer. Beim Auftragen auf die Haut bewirkt diese Eigenschaft eine Hemmung der Melaninbildung und damit eine Hautbleichung. Besonders beliebt ist diese Wirkung in Asien, dort sind daher viele Kosmetika mit Kojisäure auf dem Markt. In der Europäischen Union ist die Verwendung von Kojisäure in kosmetischen Mitteln nicht geregelt. In der Schweiz muss für die Verwendung der Kojisäure in Kosmetikprodukten ein Sicherheitsbericht vorliegen.